# Maximilian Siry

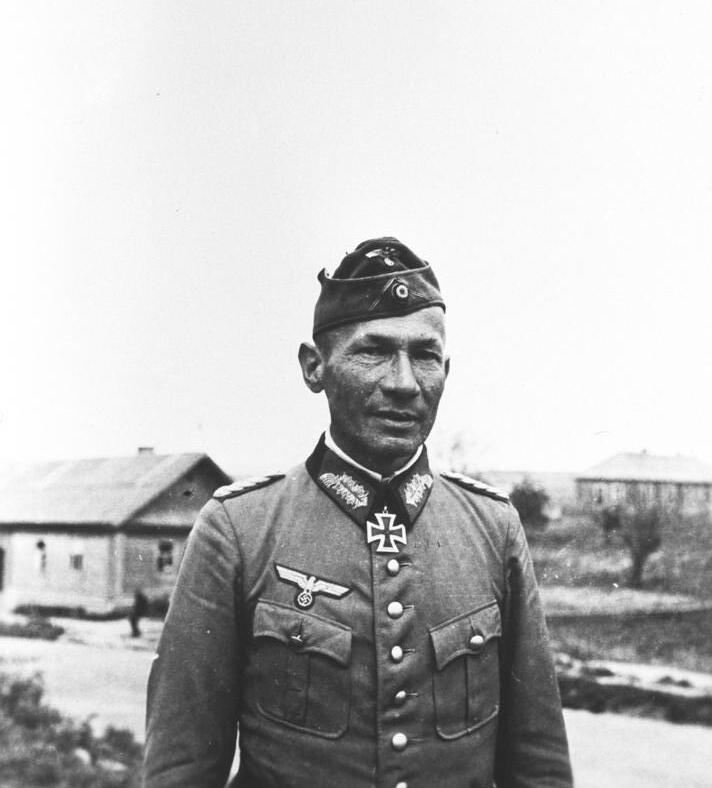
Generalmajor Siry (1942)

Maximilian Siry (* 19. April 1891 in Parsberg; † 6. Dezember 1967 in Fulda) war ein deutscher Generalleutnant im Zweiten Weltkrieg.

## Leben
Siry war der Sohn eines Oberlandesgerichtsrates. Nach Absolvierung eines Gymnasiums trat er am 25. Juli 1910 als Zweijährig-Freiwilliger in das 1. Jäger-Bataillon „König“ der Bayerischen Armee ein. Nachdem er Anfang März 1911 zum Fähnrich avancierte, wechselte er am 7. September 1912 mit der Versetzung in das 2. Feldartillerie-Regiment „Horn“ die Waffengattung. Er stieg am 28. Oktober 1912 zum Leutnant auf und befand sich mit Ausbruch des Ersten Weltkriegs als Ordonnanzoffizier beim Regimentstab. Das Regiment nahm in der Folge an den Kämpfen an der Westfront teil. Ab Mitte März 1915 diente Siry als Adjutant der I. Abteilung, bis er Anfang November 1915 erkrankte. Er trat daraufhin einen längeren Heimaturlaub an, avancierte dort Mitte Januar 1916 zum Oberleutnant und kehrte am 3. April 1916 in seine Adjutantenstellung an der Front zurück. Ab dem 7. Mai 1916 war er Führer der 1. Batterie. Vom 26. Oktober 1916 bis zum 15. Februar 1917 wurde Siry zum General der Fußartillerie Nr. 21 kommandiert und anschließend als Führer der 7. Batterie wieder im 2. Feldartillerie-Regiment „Horn“ verwendet. Kurzzeitig war er von Mitte Januar bis Mitte März 1918 bei der Flak-Ersatz-Abteilung Freiburg tätig und geriet als Führer der 5. Batterie am 19. Oktober 1918 in französische Kriegsgefangenschaft. Aus dieser wurde er Ende Dezember 1919 entlassen. Für sein Wirken während des Krieges hatte er neben beiden Klassen des Eisernen Kreuzes den Militärverdienstorden IV. Klasse mit Schwertern erhalten.
Siry wurde in die Vorläufige Reichswehr übernommen und am 1. April 1920 zum Reichswehr-Artillerie-Regiment 23 versetzt. Aus diesem Verband ging mit Bildung der Reichswehr zum 1. Januar 1921 das 7. Artillerie-Regiment hervor. Er stieg am 28. September 1921 zum Hauptmann auf. Am 1. Februar 1932 folgte seine Versetzung zum Stab des Artillerieführers VI nach Münster und zwei Monate später die Beförderung zum Major. Siry erhielt am 1. Oktober 1933 das Kommando über die I. Abteilung im 7. (Bayerisches) Artillerie-Regiment. Er avancierte am 1. November 1934 zum Oberstleutnant und wurde nach der Bildung des Heeres der Wehrmacht am 6. Oktober 1936 Kommandeur des Artillerie-Regiments 51. In dieser Stellung erfolgte am 1. August 1937 seine Beförderung zum Oberst.
Während des Zweiten Weltkriegs war Siry ab April 1940 Artillerie-Kommandeur 125 (Arko 125). Am 1. August 1941 Beförderung zum Generalmajor. Vom 13. Dezember 1941 bis zum 16. Mai 1943 war er Kommandeur der 246. Infanterie-Division. In dieser Stellung erhielt Siry am 14. Februar 1942 das Deutsche Kreuz in Gold sowie am 13. Juni 1942 das Ritterkreuz des Eisernen Kreuzes und wurde am 1. Januar 1943 zum Generalleutnant befördert.
Vom 15. Mai 1943 bis Januar 1945 war er Höherer Küsten-Artillerie-Kommandeur Nord. Ab Januar 1945 befand er sich in der Führerreserve des Oberkommando des Heeres. Im März 1945 mit der Führung der 347. Infanterie-Division an der Westfront beauftragt. Bereits am 10. April erfolgte seine Gefangennahme.
In britischer Gefangenschaft wurden Sirys Gespräche mit anderen gefangenen Generälen abgehört und 2005 vom Historiker Sönke Neitzel im Buch Abgehört. Deutsche Generäle in britischer Kriegsgefangenschaft 1942–1945 veröffentlicht. In einem abgehörten Gespräch äußerte sich Siry zu Kriegsgefangenen der Roten Armee. Diese sollten sich ohne Bewachung zu Häftlingsammelplatz, die etwa zwei oder drei Tagesmärsche entfernt vom Ort der Gefangennahme entfernt lagen, begeben und sich dort melden. Tausende verschwanden aber in den Wäldern. Siry machte beim Korps einen Vorschlag. „So kann es nicht weitergehen. Wir müssen diesen Jungs das Bein brechen oder ihnen den rechten Unterarm brechen, damit sie in den kommenden Monaten keine Arme mehr in die Hand nehmen können und wir Zeit haben, sie alle einzusammeln.“